# Briefmaler

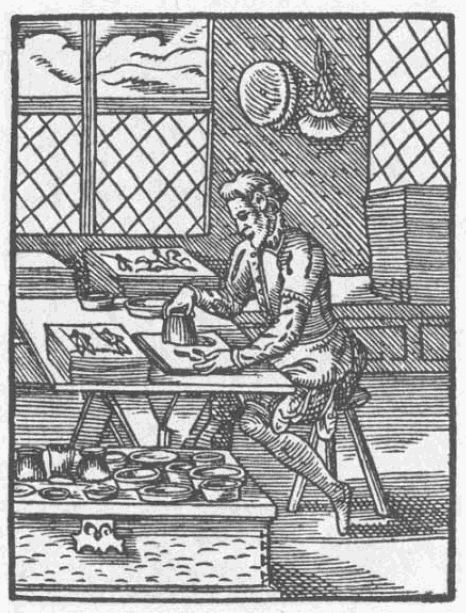
L'atelier du graveur, extrait du « Ständebuch », « Livre des métiers », gravure de Jost Amman, édition de 1568.

Le terme allemand Briefmaler, que l'on peut traduire par « peintre de lettres », désigne un métier disparu de l'illustration apparu aux XVe et XVIe siècles en Allemagne. En ce sens, le Briefmaler allemand peut être rapproché du dominotier français.

## Terminologie
Wilhelm H. Lange relève plusieurs termes : « Briefdrucker, Briefer, Kartenmaler, Kartenmacher, Heiligenmaler, Heiligenmacher, Heiligendrucker » qui recoupent les professions de graveur sur bois ou cuivre et illustrateur à partir du XVIe siècle.

## Production
L'œuvre du Briefmaler concerne avant tout l'illustration par le dessin et le coloriage de productions écrites variées : jeux de cartes, prospectus, cartes de vœux, lettres de félicitations, mais aussi missels, manuels, portraits de saints.
La production du Briefmaler était vendue sur les marchés. La profession perdure jusqu'au XVIIe siècle.

## Biographie
- (en) The Illustrated Bartsch, vol. 96 : « Nuremberg Briefmaler » et vol. 97 : « Augsburg Briefmaler »